# Pararge jezoensis
Pararge jezoensis är en fjärilsart som beskrevs av Matsumura 1919. Pararge jezoensis ingår i släktet Pararge och familjen praktfjärilar. Inga underarter finns listade i Catalogue of Life.